# 殻模型
殻模型（かくもけい）またはシェルモデル (shell model) とは核構造を記述するモデルのひとつである。原子における電子殻と同様な構造を原子核における核子（陽子、中性子）についても考えるものである。原子核の周りの電子の場合（電子殻）と同様に、原子核でも「殻」という概念を通して性質を理解することができる。
この殻模型の成功を機に、核構造物理学という新しい分野を開くことになった。

## 多体ハミルトニアンの対角化
多体系のハミルトニアンをある模型空間の中で厳密に対角化し、基底状態及び励起状態を求める方法である。すなわち、2体の相互作用の行列要素をどのように求めるか、また数億 - 数十億次元の行列をどのように対角化するかが、このモデルの中心課題である。
核力を出発点としてブリュックナー理論等により有効相互作用を求め、これまでに知られている実験値を再現するようにいくつかの行列要素を改良し、シェルモデル用の相互作用を作る。その上で、ランチョス法等を用いて超大次元のハミルトニアンを対角化する。
ハミルトニアンの次元が大きくなるため、この方法では現在のところ質量数40くらいまでしか計算できない。しかし、平均場近似では無視した多体相関が入っているため、新しい実験値等をよく説明することができる。

## 1粒子描像と平均場
殻模型は、核子がポテンシャルの中で一粒子運動をしているという描像が成立することを意味している。しかし、核子間にはたらく核力は強い相互作用であるため、核子の運動が一粒子運動で記述できることは矛盾しているように思える。しかし、核子がフェルミ粒子であること、すなわち、パウリ原理がはたらくこと、核力が核子の平均自由行程にくらべて短いという短距離力であることからこの矛盾を克服することができる。
核子が他の核子が作る平均的なポテンシャル（平均場）の中を一粒子運動をしているという立場から1949年、ゲッパート＝マイヤーとイェンセンによってスピン・軌道力を導入したポテンシャルにおける一粒子運動を通して原子核の魔法数を説明することに成功した。この魔法数は、まさに電子の場合でいうところの、閉殻を通して現れる希ガスの安定性に類似している。
この平均場近似の概念を発展させたものが、集団運動模型である。したがって、平均場近似と集団運動模型は、ほぼ同義である。しかし現在、シェルモデル計算と言えば配位混合による計算を指すので、用語に注意する必要がある。すなわち、平均場近似とシェルモデルとは物理の内容が異なる。